# Eugen Schmidt
Eugen Stahl Schmidt (ur. 17 lutego 1862 w Kopenhadze, zm. 7 października 1931 w Aalborgu) – duński lekkoatleta oraz strzelec, uczestnik Igrzysk Olimpijskich w Atenach (1896) i Paryżu (1900). Mistrz Olimpijski w przeciąganiu liny w 1900.

## Życiorys
Schmidt był jednym z pionierów duńskiego sportu, założycielem wielu klubów sportowych w różnych miastach oraz różnych dyscyplinach takich jak: wioślarstwo, golf, tenis ziemny i gimnastyka. Po założeniu Polyteknisk Roklub w 1887 został szefem wioślarskiego klubu z Kopenhagi – Københavns Rokclub. W tym samym roku został członkiem Duńskiej Federacji Wioślarskiej, a także jej prezydentem w latach 1894-1896. W 1896 był współzałożycielem Duńskiej Federacji Sportowej. Z dwoma przerwami był jej członkiem do swojej śmierci w 1931.
Był także wszechstronnym sportowcem, jednym z trzech duńskich uczestników Igrzysk Olimpijskich w Atenach. Podczas igrzysk startował w biegu na 100 metrów, gdzie odpadł w eliminacjach, a także strzelectwie z karabinu wojskowego na odległość 200 m, gdzie zajął 12. miejsce. Na kolejnych Igrzyskach wystartował w mieszanej Duńsko-Szwedzkiej drużynie w przeciąganiu liny, gdzie został złotym medalistą.
Poza wymienionymi dyscyplinami był także zaangażowany w takie sporty jak: piłka nożna, szermierka, łyżwiarstwo oraz pływanie. Poza działalnością sportową wydał także kilka książek o tej tematyce oraz pisał artykuły w dziennikach i magazynach.
Pomimo zaangażowania w sport, Schmidt posiadał normalną pracę. Początkowo pracował jako inżynier w browarach (m.in. Carlsberg), a następnie w firmie chemicznej w Aalborgu.